# الگر (دهانه)
الگر یک دهانه برخوردی در ماه‌ است.

## دهانه‌های اقماری
این دهانه ۲ دهانه اقماری دارد.
| Elger | عرض جغرافیایی | طول جغرافیایی | قطر         |
| ----- | ------------- | ------------- | ----------- |
| A     | ۳۷.۳° S       | ۳۱.۲° W       | ۸.۰ کیلومتر |
| B     | ۳۷.۱° S       | ۳۲.۰° W       | ۸.۰ کیلومتر |